# Мечеть Абдулла Ишана
Мечеть Абдулла Ишана (также Ушаральская мечеть) — мечеть в селе Ушарал Таласского района Жамбылской области, памятник архитектуры Казахстана начала XX века. Была построена в 1906 году народным мастером Исламом. В 1982 году мечеть Абдулла Ишана была включена в список памятников истории и культуры Казахской ССР республиканского значения и взята под охрану государства.

## Архитектура
Мечеть состоит из главного помещения с михрабом и двух боковых с самостоятельными входами. Здание прямоугольной формы с выступом михрабной ниши на западной стене. Здание сооружено из жжёного кирпича европейского образца. В плане здание имеет размер 12,5×10,2 м, высота стен 3,5 м.
Главное помещение увенчано куполом на барабане. Боковые помещения, а также примыкающие к ним с трёх сторон открытые галереи перекрыты серией из девяти куполов, выведенных с помощью парусов на квадратных столбах-пилонах.
Над входом — выдержка из Корана, выполненная в технике сграффито синим ганчем на белой штукатурке. Несколько надписей в той же технике имелись и на других стенах внутри мечети. Михраб был украшен рельефной рамкой из цветного ганча.